# Tháp Bismarck ở Świdwin

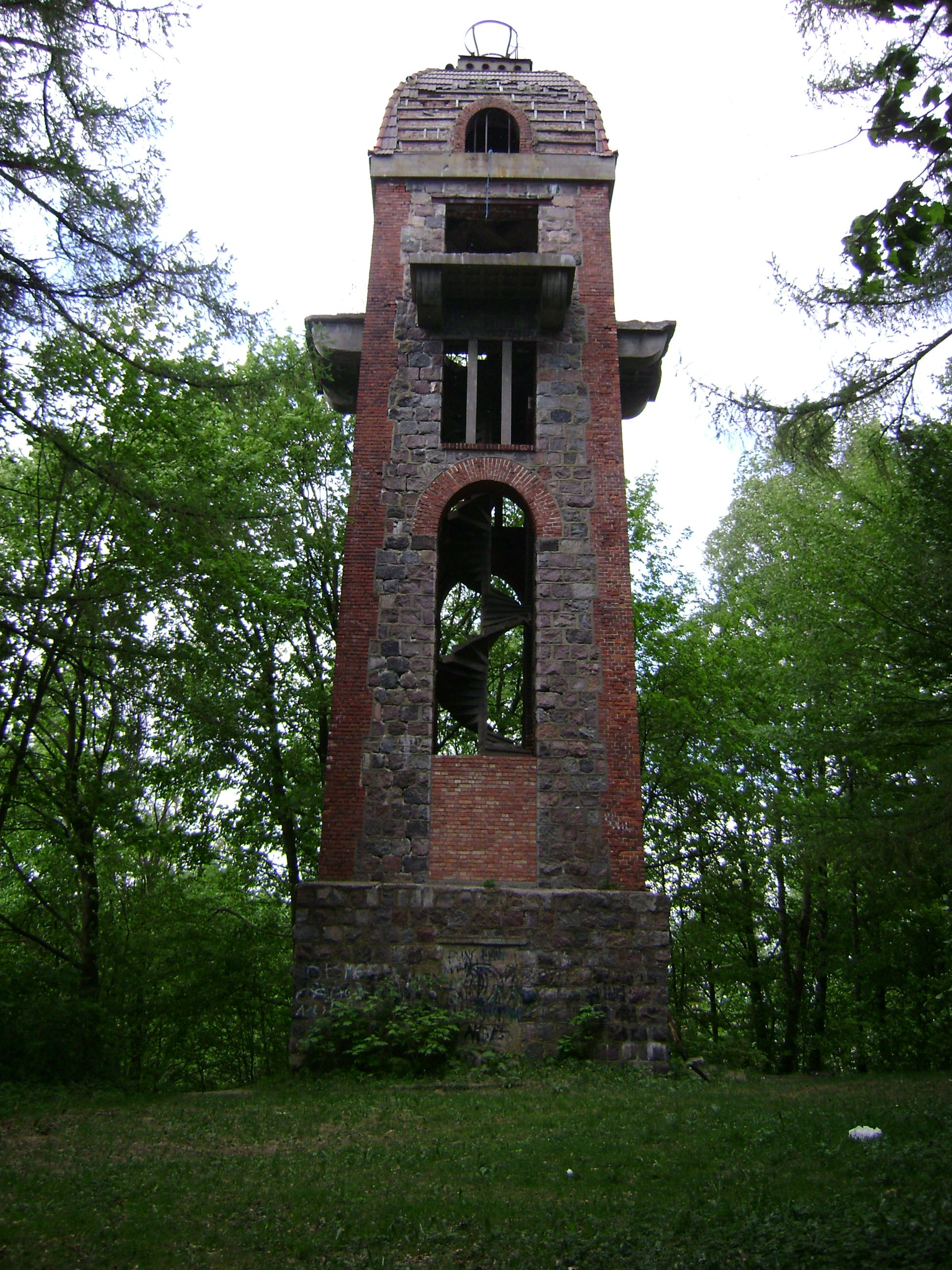
Tháp Bismarck ở Świdwinin

Tháp Bismarck ở Świdwin nằm trên một ngọn đồi ở rìa công viên thành phố Świdwin, tỉnh Zachodniopomorskie, phía tây bắc Ba Lan. Hiện tại do công trình đã xuống cấp nghiêm trọng nên tháp không mở cửa cho công chúng.

## Quy hoạch
Người khởi xướng việc xây dựng tháp Bismarck là Hiệp hội Làm đẹp địa phương ở Świdwin, hiệp hội đã chọn ngọn đồi ở rìa công viên thành phố Świdwin - nơi có độ cao khoảng 105 m so với mực nước biển. Việc xây dựng dưới sự chủ trì của Bá tước Landrat Nikolaus von Baudissin. Năm 1910, hội đồng thành phố đã họp và nhất trí phê duyệt số tiền 300 marek (một đơn vị tiền tệ của Đức từ năm 1873) cho việc xây dựng tháp Tháp Bismarck theo kế hoạch.

## Công trình xây dựng và khánh thành cơ sở
Lễ khởi công được tổ chức vào ngày 1 tháng 4 năm 1911. Tháp đá granit và gạch (liên kết chéo) được xây dựng bởi một bậc thầy về xây dựng và kiến trúc - Franz Brewing, ông đến từ Świdwin. Sự kiện khánh thành diễn ra long trọng vào ngày 17 tháng 9 năm 1911 với sự tham gia đông đảo của tất cả các công chúng và hiệp hội ở Świdwin. Ngay trong buổi tối của ngày hôm trước, một buổi hòa nhạc Bismarck đã được tổ chức, với sự tham gia của người dân trong vùng.

## Lịch sử
Tòa tháp được sử dụng cho đến những năm 1920 như một tháp quan sát. Năm 1992, hội đồng thành phố có một số hoạt động nhằm cải tạo tòa tháp, tất cả bốn lối vào tầng trệt đã bị đóng. Vào những năm 1930, việc leo lên tháp đã bị cấm do mối đe dọa sụp đổ.
Vào tháng 8 năm 2003, tình trạng hư hỏng thấy rõ, cụ thể tuy vẫn con cầu thang đến ban công, lan can thép chỉ ở phần trên. Một cầu thang ngắn lên gác mái bị phá vỡ, chỉ có ống thép ở giữa với một vài bước được bảo tồn. Mái nhà bị sập một phần và trong tình trạng tồi tàn. Cho dù các bức tường bên ngoài được bảo quản tương đối tốt. Dây thép của cửa ra vào và cửa sổ bị ăn mòn nặng.
Vào tháng 9 năm 2010, một bản kiến nghị trên internet đã được gửi đến thành phố Świdwin liên quan đến việc cải tạo tòa tháp.